# Line Haugsted
Line Haugsted (* 11. November 1994 in Skive) ist eine dänische Handballspielerin, die dem Kader der dänischen Nationalmannschaft angehört.

## Karriere

### Im Verein
Line Haugsted begann das Handballspielen beim dänischen Verein Skive fH. Im Jahre 2010 wechselte die Rückraumspielerin zum FC Midtjylland Håndbold, mit deren U-18-Mannschaft sie 2012 die dänische Meisterschaft gewann. Im Sommer 2012 kehrte sie zu Skive fH zurück. In der Saison 2015/16 lief Haugsted für HC Odense auf, mit dem sie am EHF-Pokal teilnahm. Anschließend unterschrieb sie einen Vertrag bei Viborg HK. Zur Saison 2022/23 wechselte sie zum ungarischen Erstligisten Győri ETO KC. Mit Győri ETO KC gewann sie 2023 die ungarische Meisterschaft und 2024 die EHF Champions League. Seit der Saison 2024/25 steht sie beim dänischen Erstligisten Team Esbjerg unter Vertrag.
Bei den EHF Excellence Awards im Jahr 2024 wurde sie als beste Abwehrspielerin der zurückliegenden Spielzeit ausgezeichnet.

### In der Nationalmannschaft
Line Haugsted lief anfangs für die dänische Jugend- sowie Juniorinnen-Nationalmannschaft auf. Mit diesen Auswahlmannschaften gewann sie bei der U-18-Weltmeisterschaft 2012 die Goldmedaille sowie bei der U-19-Europameisterschaft 2013 und bei der U-20-Weltmeisterschaft 2014 jeweils die Bronzemedaille. Bei der WM 2014 wurde sie zusätzlich in das All-Star-Team gewählt.
Haugsted läuft seit dem 28. November 2014 für die dänischen A-Nationalmannschaft auf. Sie gehörte dem dänischen Aufgebot bei der Europameisterschaft 2016, bei der Weltmeisterschaft 2017 und bei der Europameisterschaft 2018 an. 2020 wurde sie bei der Europameisterschaft zur besten Abwehrspielerin des Turniers gewählt. Im darauffolgenden Jahr gewann sie bei der Weltmeisterschaft die Bronzemedaille. Bei der Weltmeisterschaft 2023 gewann sie erneut die Bronzemedaille. Haugsted erzielte im Turnierverlauf acht Treffer. Bei den Olympischen Spielen in Paris gewann sie die Bronzemedaille. Im Jahr 2024 gewann sie die Silbermedaille bei der Europameisterschaft.